# بيلتشت
بيلتشت هي قرية تقع في إقليم ياش في رومانيا وبلغ عدد سكانها 11,179 نسمة في عام 2002م.

## الموقع
وتقع القرية على نهر باهلوي على بعد 44 كم عن مدينة ياش.